# Камышлейка (приток Кармалы)
Камышлейка — река в России, протекает по Кошкинскому району Самарской области. Устье реки находится в 19 км по правому берегу реки Кармала. Длина реки — 11 километров. Площадь водосборного бассейна — 53 км².

## Данные водного реестра
По данным государственного водного реестра России относится к Нижневолжскому бассейновому округу, водохозяйственный участок реки — Большой Черемшан от истока и до устья. Речной бассейн реки — Волга от верхнего Куйбышевского водохранилища до впадения в Каспий.
Код объекта в государственном водном реестре — 11010000412112100005077.